# Fédération italienne de basket-ball
La Fédération italienne de Basket-ball (Federazione Italiana Pallacanestro ou FIP) est une association, fondée en 1921, chargée d'organiser, de diriger et de développer le basket-ball en Italie, d'orienter et de contrôler l'activité de toutes les associations ou unions d'associations s'intéressant à la pratique du basket-ball.
La FIP représente le basket-ball auprès des pouvoirs publics ainsi qu'auprès des organismes sportifs nationaux et internationaux et, à ce titre, l'Italie dans les compétitions internationales. Elle défend également les intérêts moraux et matériels du basket-ball italien. Elle est affiliée à la FIBA depuis 1932 et à la FIBA Europe depuis 1957.
Dino Meneghin en est président depuis 2008.

## Présidents successifs
- 1921-1925 : Arrigo Muggiani
- 1926-1930 : Ferdinando Negrini
- 1930 : Augusto Turati (commissaire)
- 1930 : Alberto Buriani
- 1931 : Giuseppe Corbari (commissaire)
- 1931-1942 : Giorgio Asinari di San Marzano
- 1942-1943 : Vittorino Viotti (interimaire)
- 1944 : Carlo Donadoni (commissaire Nord)
- 1944 : Guido Graziani (interimaire CONI)
- 1945 : Decio Scuri (commissaire Centro-Nord)
- 1945 : Enrico Castelli (commissaire CONI-Alta Italia)
- 1946-1954 : Aldo Mairano
- 1954 : Vittorio Muzi di Dogliola (interimaire)
- 1954-1965 : Decio Scuri
- 1965-1975 : Claudio Coccia
- 1976-1992 : Enrico Vinci
- 1992-1999 : Gianni Petrucci
- 1999-2008 : Fausto Maifredi
- 2008-2013 : Dino Meneghin (commissaire extraordinaire, puis président)
- Depuis 2013 : Gianni Petrucci